# Blauer Floridakrebs
Der Blaue Floridakrebs  (Procambarus alleni) ist hauptsächlich in Florida beheimatet.
Er ist ein vergleichsweise häufig in Aquarien gehaltener Krebs.

## Aussehen
Der Procambarus alleni wird zwischen 10 und 12 cm groß, vereinzelt gibt es aber auch Exemplare die eine Länge von 15 cm erreichen können. 
Er ist normalerweise braun gefärbt, in der Aquaristik ist fast ausschließlich eine blaue Variante verbreitet. Daher stammt auch der Trivialname "Blauer Floridakrebs".

## Geschlechtsmerkmale
In der Draufsicht ist Procambarus alleni kaum im Geschlecht zu unterscheiden. Man erkennt das Geschlecht am besten, wenn man das Tier auf den Rücken dreht. Bei Männchen befindet sich an der Schwanzflosse ein Geschlechtsorgan, welches bei Weibchen fehlt. Außerdem ist beim Weibchen eine Schere größer als die andere – doch können auch Männchen zwei unterschiedlich große Scheren haben, wenn sie nach einem Kampf nachgewachsen sind, daher ist eine Geschlechtsbestimmung anhand der Scherenunterschiede sehr ungenau.
Weibchen müssen zur Paarung größer sein als Männchen. Weibchen sind bereits ab einer Größe von ca. 3,5 cm geschlechtsreif. Je nach Größe, Stärke und Vitalität des Weibchens bringen sie 50 bis 100 Jungtiere zur Welt.

## Lebensraum
Procambarus alleni bevorzugt stehende Gewässer oder nur sehr schwach fließende Flüsse.
Falls der Wasserspiegel sinkt, gräbt er sich in den Boden.
Er besiedelt hauptsächlich das Gebiet östlich des St. Johns River und die gesamte südliche Halbinsel Floridas.

## Ernährung
Er ernährt sich in freier Natur hauptsächlich von Wasserpflanzen, Fischaas, sowie lebenden Kleinfischen und von ins Wasser gefallenen Blättern.
So wie ein Großteil aller Krebse ist auch er ein Gelegenheitsräuber.
Für die Aquarienhaltung gibt es Futtertabletten.
Im Aquarium frisst der Krebs auch gerne Karotten, Salatgurke oder auch Tiefkühlerbsen, Weintraubenscheiben oder Paprika.

## Wachstum
So wie alle anderen Krebse muss sich auch Procambarus alleni häuten, um zu wachsen.
Die Häutung ist für jeden Krebs ein gefährliches Unterfangen, bei dem er sterben kann, wenn er im Panzer stecken bleibt. 
Man merkt bei seinem Krebs schon einige Tage vorher, dass er sich häuten wird. Ein Kennzeichen dafür ist, dass er sich mehr versteckt und wenig frisst, damit er seinem alten Panzer die Nährstoffe entziehen kann. 
Im nächsten Schritt springt der Panzer zwischen dem Kopf-Bruststück und dem Hinterleib auf.
Danach pumpt der Krebs Wasser in den Panzer und sprengt ihn so weiter auf. 
Durch rhythmische Schläge mit seiner Schwanzflosse streift er den Panzer ab.
Die ersten Tage nach der Häutung ist der Panzer noch sehr weich. Man spricht dann vom sogenannten „Butterkrebs“.

## Haltung im Aquarium

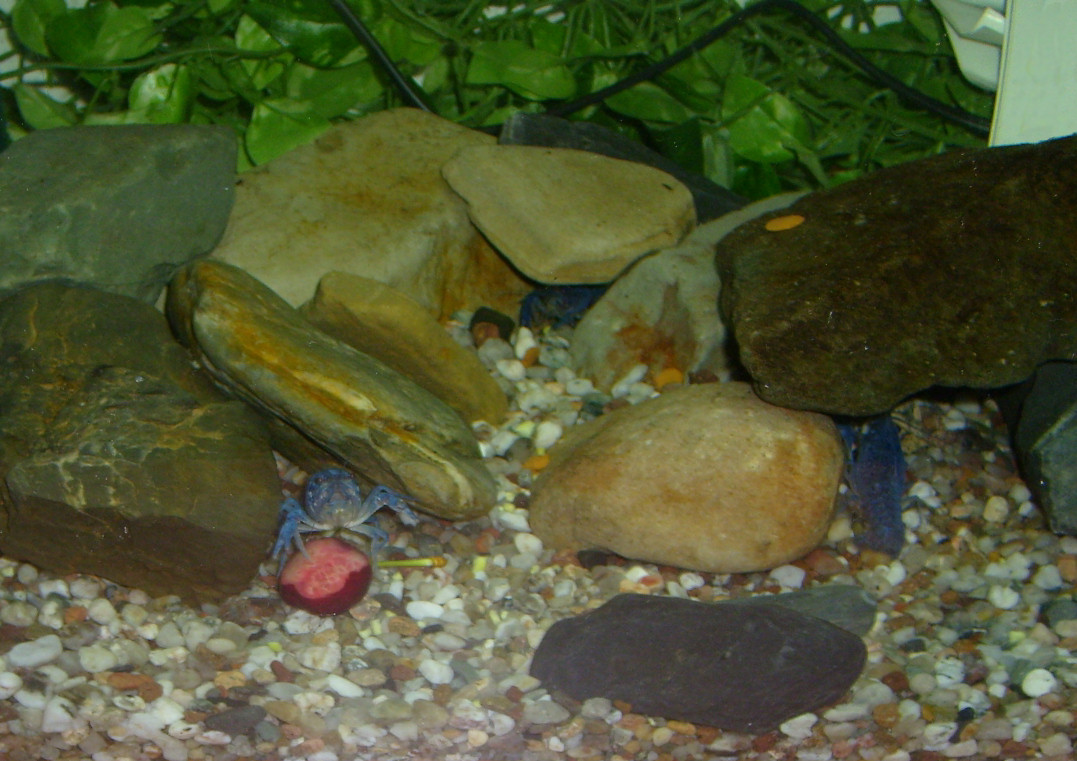
6 Monate alt, mit Kirsche

Aufgrund seiner Größe kann man den Blauen Floridakrebs schon in einem Aquarium mit einer Länge von 60 cm alleine halten.
Der Krebs braucht Versteckmöglichkeiten und genügend Kies zum Graben. 
Er klettert sehr gerne und knabbert alle echten Pflanzen an. Es kann durchaus vorkommen, dass P. alleni ungenießbare Pflanzen, etwa Anubias oder Microsorum, frisst. Auch Übergriffe auf Fische sind nicht selten, insbesondere bei kleineren Fischen, die in Bodennähe schlafen. Übergriffe auf Pflanzen und Fische scheinen in hohem Maße temperaturabhängig zu sein, da erhöhte Temperaturen den Appetit der Tiere erheblich steigern.
Wenn man ein Männchen und ein Weibchen halten will, sollte das Becken mindestens einen Meter lang sein. 
Wichtig ist, dass der Procambarus alleni im Gegensatz zum Procambarus clarkii immer sauberes Wasser hat und die Temperatur sollte immer zwischen 20 und 25 Grad liegen.